# Jan Ciunel
Jan (Iwan) Ciunel (ros. Иван Климентьевич Циунель, ur. 21 lutego 1925 we wsi Słudka w guberni siewiero-dwinskiej, obecnie w rejonie oparinskim w obwodzie kirowskim; zm. 5 lutego 1972 w miejscowości Oparino w obwodzie kirowskim) – był przodownikiem pracy i Bohaterem Pracy Socjalistycznej.

## Życiorys
Urodził się w polskiej rodzinie chłopskiej. W wieku 12 lat rozpoczął pracę w kołchozie, w 1940 skończył kursy traktorzystów przy Stacji Maszynowo-Traktorowej we wsi Mołoma, później pracował jako traktorzysta w tej miejscowości, później pracował w przedsiębiorstwie transportu gospodarki leśnej. W 1943 został powołany do Armii Czerwonej, odbywał służbę na Dalekim Wschodzie, w 1945 brał udział w wojnie z Japonią, w 1950 zdemobilizowany. Później wrócił do pracy w przedsiębiorstwach transportu gospodarki leśnej, po dwóch latach został brygadzistą, kierował małą brygadą kompleksową. Kierowana przez niego brygada wykonała pięcioletni plan na lata 1959-1965 w 4 lata i 4 miesiące, a plan na 1968 rok wykonała na 139%. Za osiągnięcia przy wykonywaniu planu 17 września 1966 nagrodzono go tytułem Bohatera Pracy Socjalistycznej i Orderem Lenina. Odznaczono go również Orderem Rewolucji Październikowej. W 1972 zginął tragicznie.